# Бријешки овчар
Бријешки овчар (фр. Berger de Brie) је дугодлаки пастирски пас, али и пас чувар, пореклом из Француске, из провинције Бри. Ова пасмина је сродник са краткодлаким босероном. Бријешки овчар је први пут изложен у Француској 1863. године. Мужјаци достижу висину од 62 до 68 цм, а тежину око 38.5 кг, а женке достижу висину од 56 до 64 цм, а тежину око 34 кг.

## Историја
Бријешки овчар, познат и као Chiens de Berger français de Plaine (пас овчар француских равничарских предела) у Француској, сматра се најдревнијом пасмином међу континенталним пастирским расама. Његово порекло води све до 12. века. Првобитно је кориштен као пас чувар,а касније је преузео улогу пастирског пса. Током Првог и Другог светског рата, бријешки овчар је кориштен у служби Црвеног крста, носећи прву помоћ и лоцирајући рањене, али кориштен је и у војне сврхе, носећи муницију и мању опрему.

## Карактеристике пса

### Нарав
Бријешки овчар је храбар, одан и интелигентан. Питоме је нарави и привржен је породици, пресрећан је када учествује у породичним активностима. Упркос својој величини, у питању је кућни пас. Овај пас не припада негде сам у дворишту иза куће, већ да борави поред власника. Добар је чувар, резервисан је према странцима.

### Општи изглед
Бријешки овчар је издржљив, окретан, мишићав пас правилних пропорција; живахан и стално на опрезу. Глава је јака, дугачка, покривена длаком која формира браду, бркове и обрве које делимично прекривају очи. Очи су овалног облика, велике и тамне боје. Уши су високо усађене, нису прилепљене уз главу и прилично су кратке по природи. Реп је природан, ниско усађен, дужина му је макар до скочног зглоба. Текстура длаке подсећа на козију, сува, дуга, са мало подлаке. Боја длаке је црна, светло смеђа, светло смеђа са благо или осредње црним врховима, а често и са плавим или сивим.

## Нега и здравље
Длака бријешког овчара мора се редовно четкати како би се спречило да му се длака упетља. С обзиром да је ово пастирски пас, то је уједно и његова омиљена активност, али бријешки овчар ужива и у дугим шетњама и џогирању. Иако се може прилагодити животу напољу, ова раса се сматра псом који би требало да борави у кући. Само му је неопходно да често игра на великим игралиштима.
Бријешки овчар је склон дисплазији кука и торзији желуца. Могу се јавити и срчани проблеми, прогресивна атрофија мрежњаче и неки мањи здравствени проблеми као што је ноћно слепило.
Животни век ове пасмине је од 10 до 12 година.